# Na cestě (film)
Na cestě (v anglickém originále On the Road) je filmová adaptace stejnojmenného románu Jacka Kerouaca. Režisérem filmu je Walter Salles. Byl představen v květnu 2012 na filmovém festivalu v Cannes, kde byl nominován na Zlatou palmu.

## Obsazení
| Garrett Hedlund    | Dean Moriarty      |
| Sam Riley          | Sal Paradise       |
| Kristen Stewart    | Marylou            |
| Amy Adams          | Jane               |
| Tom Sturridge      | Carlo Marx         |
| Danny Morgan       | Ed Dunkel          |
| Alice Braga        | Terry              |
| Elisabeth Mossová  | Galatea Dunkel     |
| Kirsten Dunst      | Camille            |
| Viggo Mortensen    | Old Bull Lee       |
| Steve Buscemi      | Tall Thin Salesman |
| Terrence Howard    | Walter             |
| Marie-Ginette Guay | Gabrielle Levesque |